# Almalyk

Almalyk 2015.

Almalyk, eller Olmaliq, (uzbekiska: Olmaliq; ryska: Алмалык) är en stad med omkring 121 100 invånare (2014) i provinsen Tasjkent i centrala Uzbekistan, ungefär 65 kilometer öst om Tasjkent, på 585 meters höjd. Den ligger strax söder om Achangaran.
Staden grundades 1951 av flera mindre samhällen som bildats under 1930-talet för att utvinna områdets koppar, bly, zink, guld, silver och baryt. Sitt uzbeziska namn, som betyder äppelodling och anspelar på de vildäpplen som växte i dalen, fick staden i början av 1990-talet.
I Almalyk finns flera stora smältverk och relaterade industrier, vilka drivs av "JSC Almalyk MMC", ett av de största metallurgiska gruvföretagen i Uzbekistan. Det står för omkring 20 % av Uzbekistans guldproduktion och 90 % av silverproduktionen.
Smältverket har i stor omfattning förorenat staden, som anses vara en av världens mest förorenade platser. Luften har en hög koncentration av svavelsyreångor och på marken finns hundratals ton giftigt avfall. Den uzbekiska regeringen har avslagit krav på att stänga anläggningen eftersom landet inte skulle ha råd med detta då industrierna sysselsätter omkring 25 000 av stadens invånare och står för en betydande del av regionens ekonomi. Dock tillkännagav regeringen i januari 2005 att man hade planer på att rena området fram till år 2010. År 2011 skrev finska Outotec ett kontrakt på byggandet av ett gasreningssystem och en ny svavelsyrefabrik med en produktionskapacitet på 500 000 ton per år.